# ミルク缶

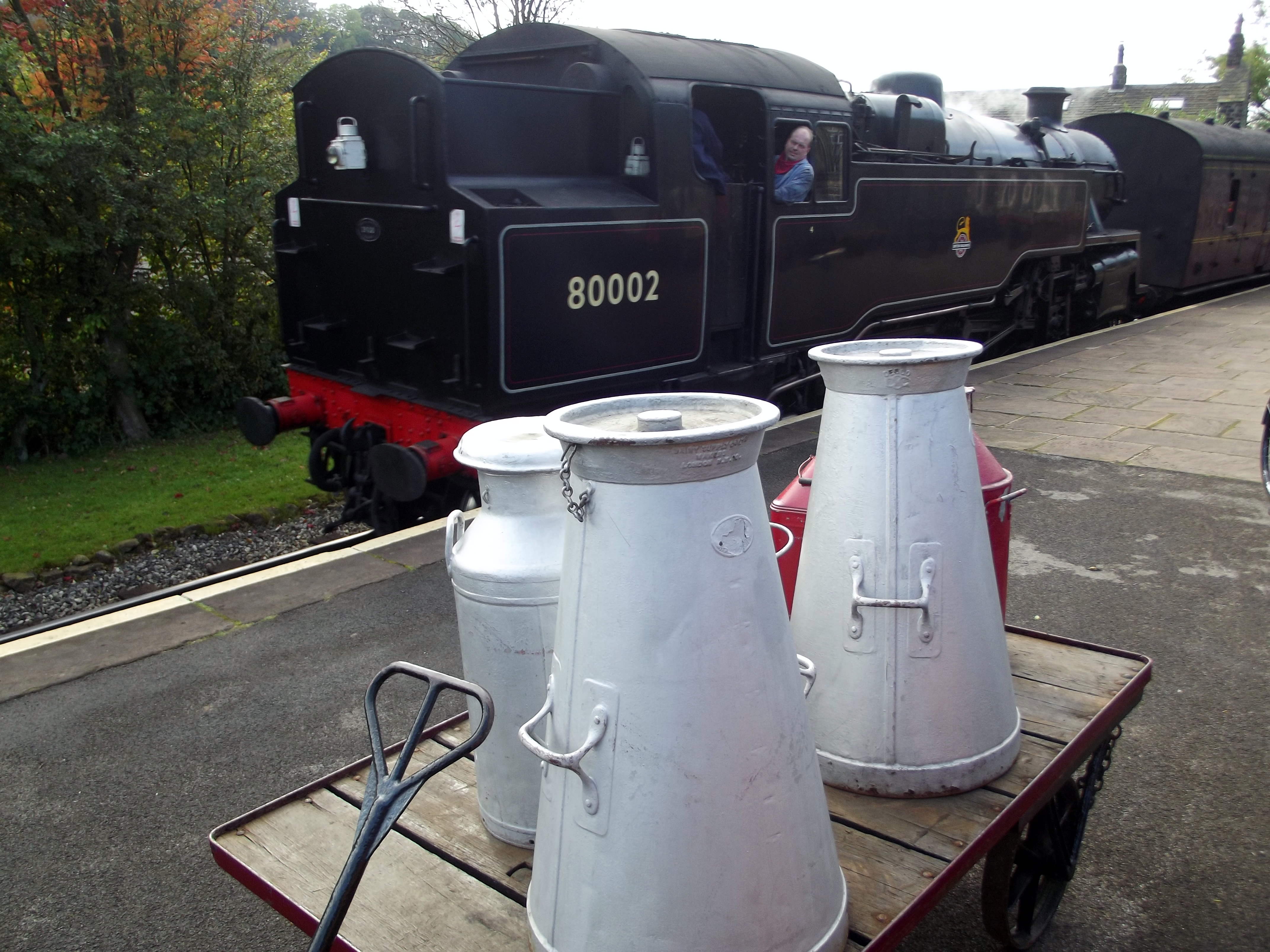
鉄道のプラットホームにミルク缶が置かれている。

ミルク缶（英: Milk churn）は、牛乳を輸送するための背が高い円錐形または円筒形の容器である。milk canとも呼ばれる場合もある。

## 歴史

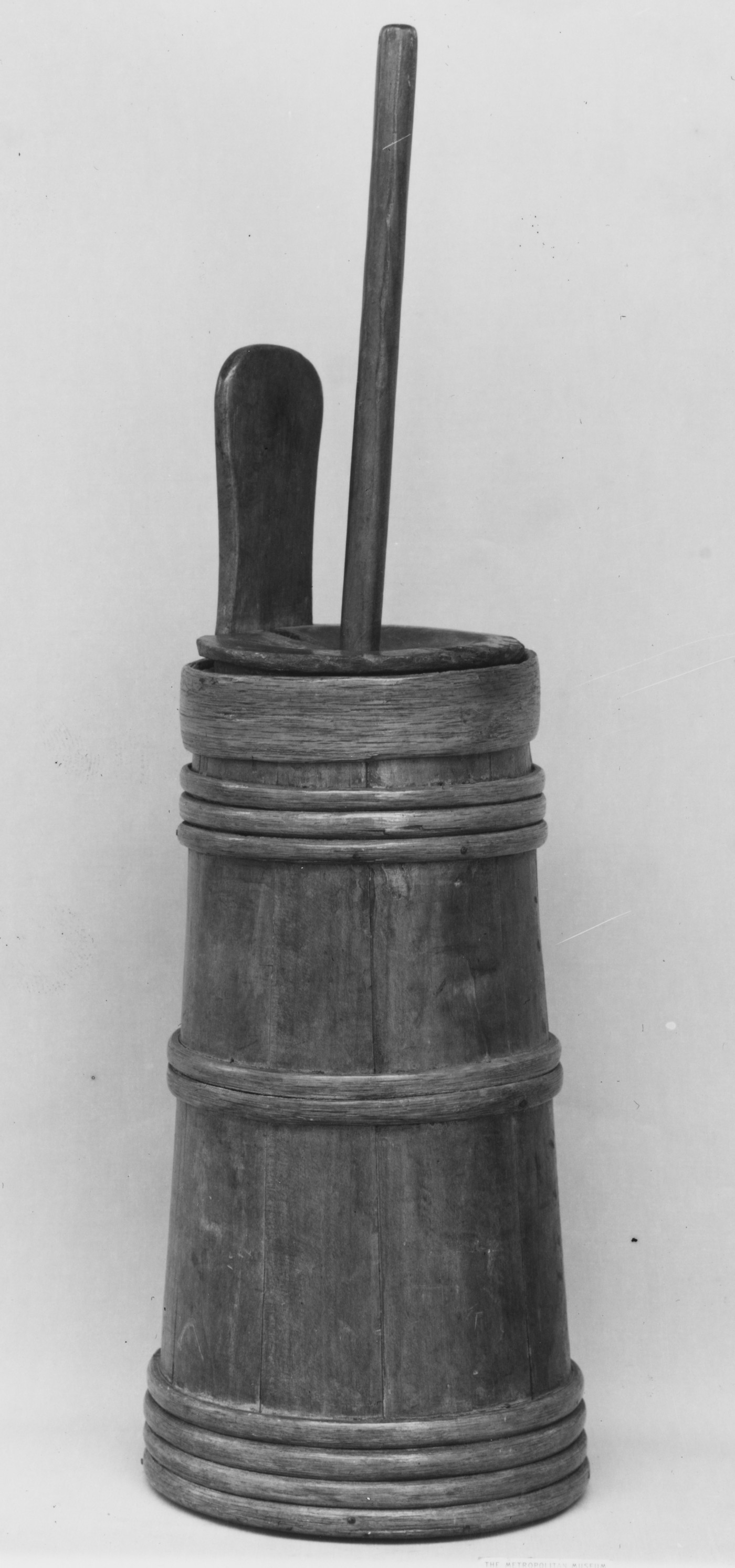
バター製造用のchurnのオリジナルの形式

元々、牛乳は取っ手と蓋があるペール缶で流通していた。しばしば、2つのペール缶が木製の天秤棒の両端にぶら下げて運ばれていた。鉄道で牛乳の輸送が開始されるとすぐに、ペール缶が不安定でこぼれ易く理想的ではないと証明された。酪農家は、木製で背が高い円錐形の容器であるen:Butter churn（牛乳を撹拌してバターを作る）を使っていて、これが鉄道輸送に望ましいと証明された。より多くの牛乳（約17ガロン）が入り、円錐形により安定してこぼれにくくなった。木製のものは本質的に重く、1850年代初めに金属製のものが導入され、すぐさま標準的なものになった。churnという単語はこれらの容器を表すものとして残ったが、それら自体がバター撹拌に使われることはなかった。

## 機能
イギリス国鉄ミルクタンク車と同じように、ミルク缶も標準的な大きさだった。古い亜鉛めっき鉄の円錐形のものは17ガロン入り、1930年代に導入されたきのこに似た形の蓋がついた円筒形のものは12ガロン入った。それぞれの缶には所有企業を特定するための真鍮製のプレートが取り付けられ、いっぱいになれば、白紙のラベルが取り付けられ（円錐形の蓋の取っ手と円筒形の横の取っ手に結び付けられた）、酪農または乳製品製造工場（en:Creamery）により経理上の目的で使われた。イギリスでは、缶の使用が1979年に取り止められた。ヨークシャー・デイルズでは、「Milk Kit」としても知られていた。後に、12ガロンの鋼鉄製の缶は、10ガロンのアルミニウム合金の缶に取って代わられた。

## ミルク缶スタンド

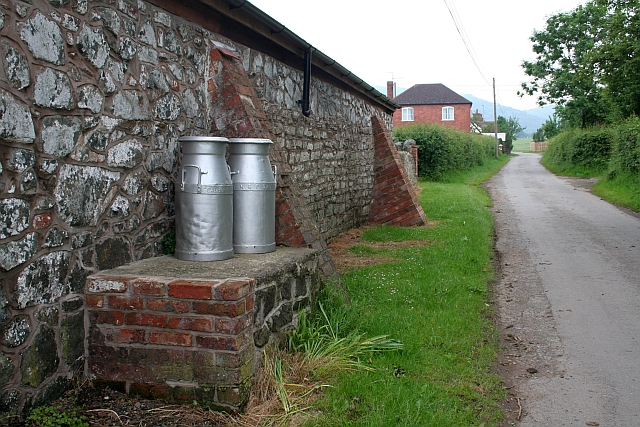
ミルク缶スタンド

イギリスでは、酪農家のミルク缶は道路脇にあった酪農のカートあるいはローリーに積み込むのにちょうどいい高さのプラットホームあるいはスタンドに置かれていたが、牛乳が農場からタンカーで収集されるようになると使われなくなり、1979年頃には完全に使用が取り止められた。一部が田園地方で歴史的な特徴として残っているが、ほとんどが解体されてしまったか廃れたままになっている。

## ギャラリー

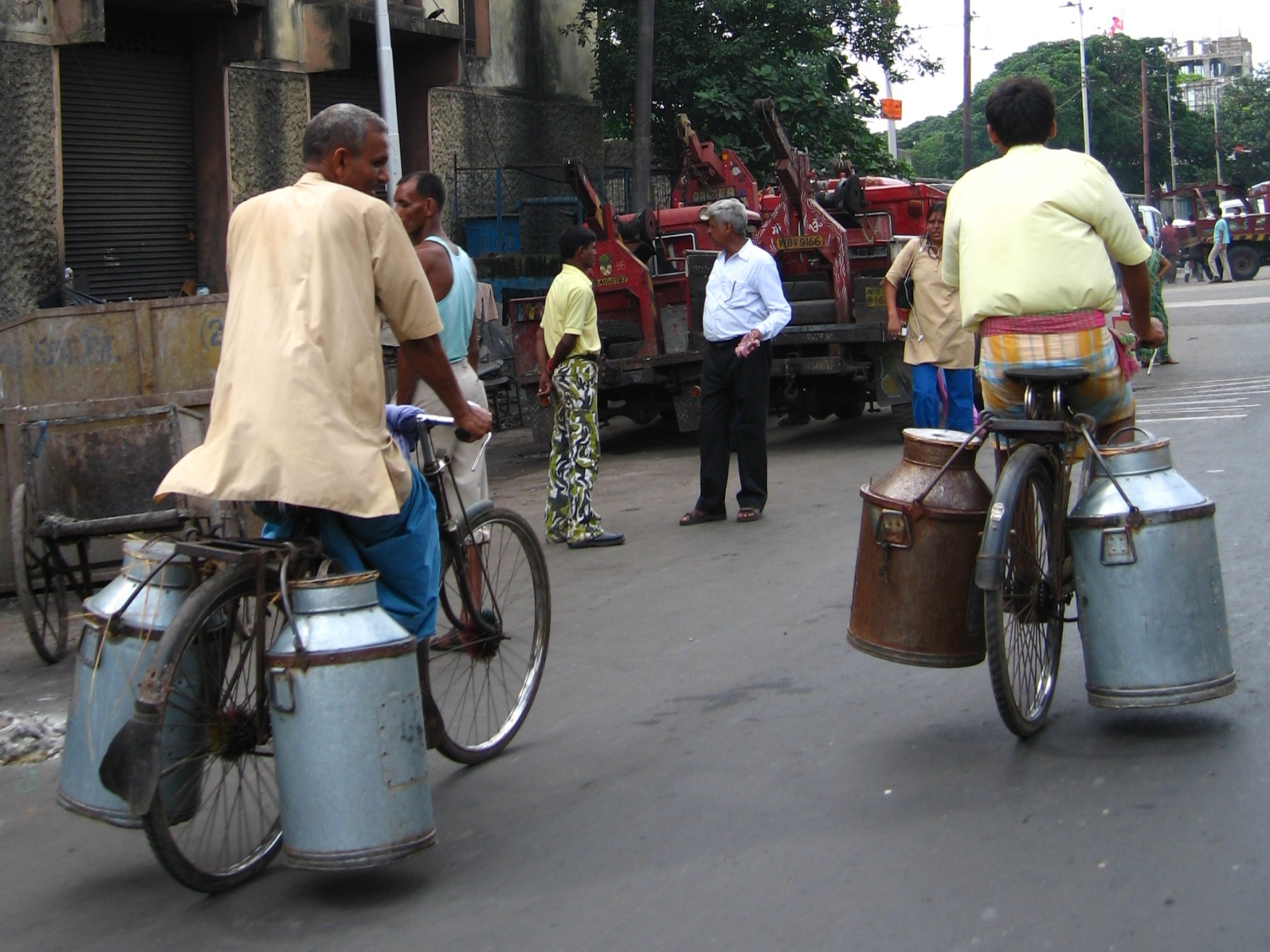
ミルク缶を自転車で運んでいる（インド・コルカタ。2007年）。
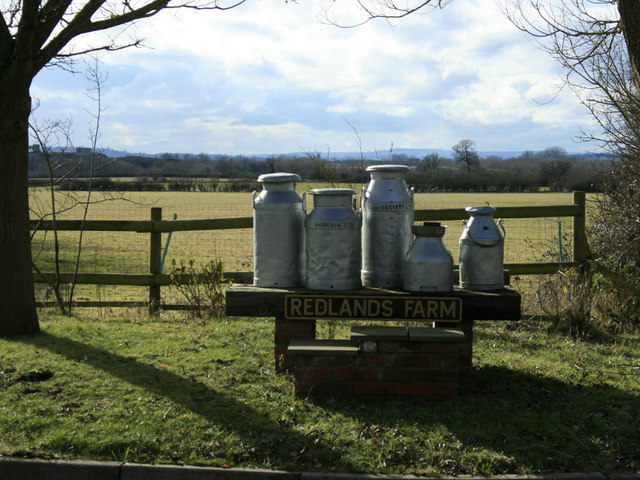
様々な形式